# BBC (automerk)
BBC was een Italiaans automerk dat net na de Tweede Wereldoorlog werd opgericht in Brescia.
Giuseppe Beretta, eigenaar van de wapenfabriek Beretta, besloot na de Tweede Wereldoorlog om auto's te gaan bouwen in zijn fabriek in Brescia. Samen met Giuseppe Benelli van de motorfiets fabriek Benelli en Luigi Castelbarco richtte hij BBC op. Castelbarco coördineerde het project, Benelli ontwierp de wagen en Beretta zorgde voor de productie van de motor en het chassis. De auto kreeg een 750 cc V-twin motor, voorwielaandrijving, vier zitplaatsen en twee deuren. Uiteindelijk werden slechts drie exemplaren gebouwd.